# Rudolf von Erffa
Rudolf Hartmann Hermann Freiherr von Erffa (* 3. Juni 1881 in Wernburg; † 24. März 1972 in Bad Breisig-Oberbreisig) war ein deutscher Verwaltungsbeamter und Rittergutsbesitzer.

## Familie
Rudolf von Erffa war der dritte Sohn des Präsidenten des Preußischen Abgeordnetenhauses Hermann von Erffa und der Elisabeth geborene Varnbüler von und zu Hemmingen, Tochter des württembergischen Staatsministers Karl Varnbüler von und zu Hemmingen. Der Landrat des Landkreises Ziegenrück Georg von Erffa war sein Bruder. Er heiratete am 29. März 1913 Bertha Freiin von Bibra (* 10. Mai 1892 in Oberems im Taunus; † 28. April 1993 in Rendsburg).

## Leben
Rudolf von Erffa studierte Rechtswissenschaften an der Georg-August-Universität Göttingen. 1900 wurde er Mitglied des Corps Saxonia Göttingen. Nach Abschluss des Studiums und dem Referendariat legte er 1908 das Regierungsassessor-Examen ab. Anschließend war er Regierungsassessor beim Landratsamt Königsberg und beim Oberpräsidium Königsberg. 1910 wechselte er zum Oberpräsidium Magdeburg. Während des Ersten Weltkriegs war er von Oktober 1914 bis April 1917 bei der Zivilverwaltung im besetzten Westflandern in Brügge eingesetzt. Am 16. November 1917 wurde er zum Landrat des Landkreises Angermünde berufen. Das Amt hatte er bis 1945 inne.
Rudolf von Erffa war bis zu seiner Enteignung Besitzer des Ritterguts Oerlsdorf in Sachsen-Meiningen. Nach dem Zweiten Weltkrieg kam er zunächst nach Irmelshausen in Unterfranken und lebte anschließend in Bad Breisig.